# Obedišće Ježevsko
Obedišće Ježevsko – wieś w Chorwacji, w żupanii zagrzebskiej, w gminie Rugvica. W 2011 roku liczyła 119 mieszkańców.